# Andor Šándor
Andor „Andy“ Šándor (* 9. července 1957 Nové Zámky) je český voják, generál v záloze, bezpečnostní poradce.

## Život
Narodil se v rodině státního zaměstnance. V letech 1972–1980 studoval na československých vojenských školách (Vojenské gymnázium Jana Žižky z Trocnova v Moravské Třebové – VG JŽ, Vojenská vysoká škola pozemního vojska Ludvíka Svobody ve Vyškově – VVŠ PV LS), studium ukončil získáním titulu Ing. V letech 1980–1984 zastával velitelské a štábní funkce u 20. motostřelecké divize v Karlových Varech. Od roku 1983 byl členem KSČ. V letech 1984–1986 absolvoval zpravodajský kurz A-19 na Zpravodajské správě Generálního štábu (ZS GŠ) Československé lidové armády. Od roku 1986 pak na generálním štábu působil – na zpravodajské škole vyučoval angličtinu. Poté byl z tohoto místa stažen a připravoval se na vysazení do zahraničí, k čemuž před listopadem 1989 již nedošlo. V postupu pokračoval i po sametové revoluci. V letech 1991–1995 působil jako zástupce vojenské rozvědky pod krytím vojenského přidělence ve Velké Británii. V letech 1995–1997 byl náčelníkem oddělení zahraničních vztahů Vojenské zpravodajské služby ČR. V roce 1997 absolvoval kurz pro hlavní činitele ministerstva obrany v americkém Monterrey a v roce 2000 ukončil studium na NATO College v Římě. V letech 1997–2001 byl náčelníkem odboru vojenské diplomacie a zahraničních vztahů Vojenské zpravodajské služby ČR. V letech 2001 a 2002 byl pak v hodnosti brigádního generála náčelníkem Vojenské zpravodajské služby ČR – vojenské rozvědky, jež byla později začleněna do Vojenského zpravodajství.
"[Ministr obrany] Tvrdík nařídil tajné službě, aby se [Karla] Srby 'zbavila' už loni [2001] v létě. MF DNES tehdy ... poprvé zveřejnila, že bývalý generální sekretář ministra zahraničí je placeným spolupracovníkem vojenské rozvědky s krycím jménem Salima. Ministr Tvrdík dnes [07 2002] říká, že vedení špionáže jeho pokyn nesplnilo  a Srba byl ještě v minulých dnech jejím aktivním spolupracovníkem.
Mimo jiné i proto Tvrdík zbavil funkce šéfa rozvědky Andora Šándora."
Závazek k armádě ukončil 1. srpna 2002. Od roku 2003 působí jako poradce a analytik v oblasti bezpečnosti.

## Poradenská činnost
Počínaje rokem 2014 je Andor Šándor angažován jako bezpečnostní poradce pro pražský Dopravní podnik (DPP). Zpracovával klíčové analýzy, které se týkají bezpečnosti metra. Podle informací deníku Právo má smluvně zajištěnou odměnu ve výši 2500 Kč za hodinu práce, odpovídající cenám nejprestižnějších auditorských a poradenských firem. Při cca 50 odpracovaných hodinách za měsíc tak Šándor inkasoval v průměru 125 000 bez DPH. Do konce roku 2016 mu bylo vyplaceno 3,5 miliónu korun bez DPH. Dle DPP jsou předmětem smlouvy „poradenské služby a odborné konzultace v oblasti bezpečnostní politiky a realizace bezpečnostních opatření“. S ohledem na citlivou povahu byla smlouva signována bez výběrového řízení. Konkrétní výstupy Šándorova poradenství odmítl DPP sdělit. Sám Šándor řekl, že se aktuálně podílí na kategorizaci bezpečnosti stanic metra. Je členem pracovní skupiny, která k tomu účelu vznikla z popudu ministra vnitra Milana Chovance. Důvodem, proč si DPP vybral právě Šándora, byly jeho odborné způsobilosti a praxe v dané oblasti. Znění smlouvy získalo Právo na základě zákona o svobodném přístupu k informacím. Kontrakt s DPP Šándor uzavřel (září 2014) asi čtvrt roku poté, co přišel (spolu s bývalým náčelníkem generálního štábu Jiřím Šedivým) o obdobný kontrakt pro Ředitelství silnic a dálnic ČR (ŘSD).

## Názory
V médiích je často prezentovaný jako bezpečnostní a vojenský expert. Jeho názory pravidelně publikuje server Parlamentní listy.cz. Šándor opakovaně vyjadřoval proruské postoje a rétoriku, zpochybňoval aktivity Ruska v západní Evropě, jako například atentát na Sergeje Skripala pomocí nervové látky Novičok nebo uvedl, že teroristickou akci Ruska při zničení muničního skladu ve Vrběticích pokládá za politickou akci, protože mu chybí patřičné důkazy. Ruského vládce Vladimira Putina se opakovaně zastává a bagatelizuje jeho zločiny se slovy, že Putin není hloupý.
V lednu 2022, měsíc před invazí Ruska na Ukrajinu, hodnotil bezpečnostní situaci na východě Evropy takto: „Všichni ti, co čtou satelitní snímky a rozumějí tomu, musejí dobře vědět, v jakém rozložení ruská armáda na té hranici je. Jak daleko jsou od svých domovských posádek, zda se budují nějaké mezisklady pro zásobování, což by vykazovalo známky nějakého konfliktu. Když se dívám na těch málo snímků, které vidíme, ruská armáda ani není rozmístěná takzvaně mimo boj. Je seřazena jakoby na nástupišti. Po mém soudu to nevykazuje žádný prvek toho, že by byla připravena k útoku tak, aby zaútočila na jihovýchodní Ukrajinu. Na druhou stranu by nebylo zase tak složité, aby se do této situace přetransformovala. Útočit z Běloruska s počtem vojáků, který se tam nachází, tak aby šli na Kyjev a takzvaně sevřeli v kleštích Ukrajinu, z hlediska vojenského nedává smysl. Ukrajina je veliká země a určitě by se západ Ukrajiny bránil velmi vehementně."
Dva dny před zahájením ruské invaze na Ukrajinu hodnotil tvrzení západních politiků o chystaném ruském útoku jako snahu zakrýt domácí problémy: „Strašení Borise Johnsona, že Rusko chystá největší konflikt od konce druhé světové války, je nehoráznost, která je hlavně odrazem problémů, které má Johnson doma kvůli pijáckým večírkům během lockdownu.“
V květnu 2022 Andor Šándor veřejně oznámil, že 26. května 2022 vystoupí na tiskové konferenci s "důležitou bezpečnostní výzvou pro občany České republiky". Na tiskové konferenci 26. května 2022 živě přenášené českými médii představil obchodní nabídku protizávalových krytů. Šándorova výzva byla viceprezidentem Svazu průmyslu a dopravy Radkem Špicarem a Janem Bartoškem označena za obchodování se strachem a zneužití situace.